# Wartstein (Mittelfranken)
Der Wartstein ist ein Burgstall nahe dem Dorf Eichelburg im mittelfränkischen Landkreis Roth in Bayern.

## Lage
Die Ruine liegt in einem Waldgebiet etwa 1 km westlich von Eichelburg auf dem Teufelsknock, rund 400 Meter über Normalnull. Der Name und die Lage weisen eher auf eine vorübergehende Befestigung in Kriegszeiten, als auf eine dauerhaft bewohnte Burg hin. Von hier aus konnte die alte Straße von Roth nach Allersberg und der Weg von Schwand nach Hilpoltstein kontrolliert werden.

## Geschichte
Die Grafen von Wartstein sind seit 1284 belegt. Ob sie allerdings zu dieser Burg gehören ist fraglich, dann dazu müsste man Besitz von ihnen in der Umgebung in den Schriftquellen finden. Dagegen rechnet die württembergische Geschichtsforschung die Grafen von Wartstein zu den Grafen von Berg  auf der Schwäbischen Alb.
1361 wird ein Rudolf von Wartstein in Nürnberg zum Hofrichter ernannt.
Konkrete Urkundenbelege für die Burg sind nicht vorhanden. In den burggräflichen Urbaren des Amtes Roth, zu denen das benachbarte Dorf Eichelburg gehörte, wird die Burg um 1360 und um 1450 nicht erwähnt.
Im Krieg zwischen Ludwig dem Reichen und Albrecht Achilles wurde sie vermutlich zwischen 1460 und 1463 niedergebrannt.
Von der wiederaufgebauten Burg soll es eine Abbildung und Beschreibung aus dem Jahr 1602 gegeben haben. Die heute verschollene Zeichnung befand sich im Reichsforstamt Brunnau. Demnach war die Burg als ein zweistöckiges Gebäude an einem Felsen abgebildet. Auch diese Angabe ist zu bezweifeln, denn in der pfalz-neuburgischen Amtsbeschreibung um 1600 ist das betreffende Gebiet um Eichelberg eingezeichnet, aber keinerlei Hinweis auf eine Burg oder Siedlung zu sehen, sondern nur den Vermerk „Teufelsknock.“
Endgültig zerstört wurde Wartstein durch Tillys Truppen im Dreißigjährigen Krieg 1632. Dabei sollen alle Bewohner getötet worden sein. Aus den Trümmern bedienten sich in der Folgezeit die Bauern der Umgebung zum Bau ihrer eigenen Gebäude. Dennoch sollen um 1873 noch drei bis vier Meter hohe Mauern gestanden sein.

## Beschreibung
Heute sind von den ehemaligen Anlagen der Höhenburg nur mehr Teile der Grundmauern zu erkennen, die meist auf gewachsenem Fels beruhen. An der Nordkante ist ein unterirdischer, seinem Hall nach relativ großer Hohlraum zu erkennen.

## Sagen

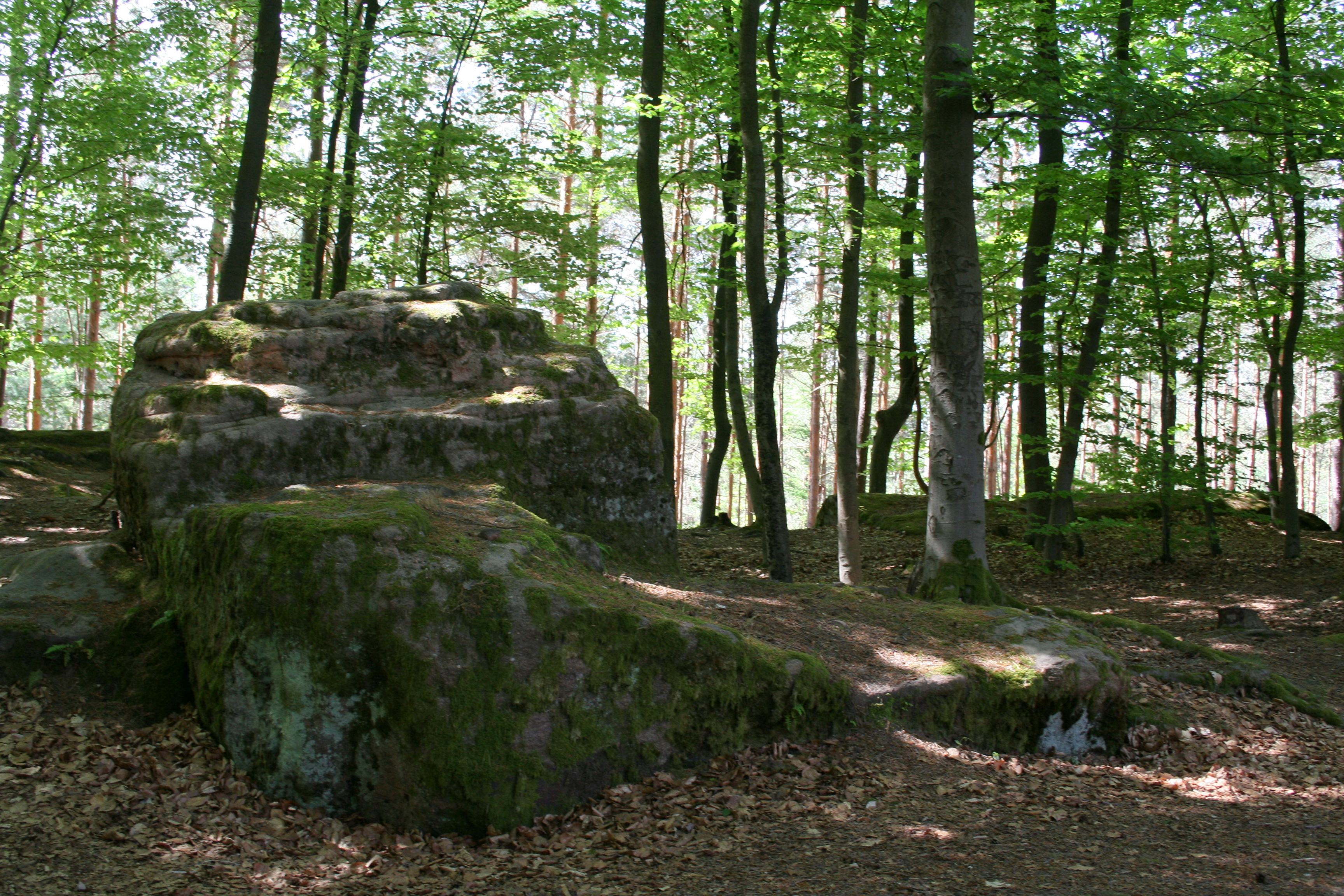
Teufelsknock im Mai 2012

Um den Platz ranken sich verschiedene Sagen.
So soll am 10. August 1661 der Wirt zu Eckersmühlen, Hermann Feyl, dort dem Teufel begegnet sein. Wie aus dem Nichts soll ihm der Leibhaftige in Landsknechtuniform und rotem Mantel gegenübergestanden sein. Der Teufel bot Feyl einen Taler für sein Blut. Feyl lehnte ab, woraufhin der Teufel unter großem Getöse verschwand – nicht ohne einen goldenen Knopf seines Mantels zu verlieren. Feyl floh und wurde in den folgenden Jahren wiederholt von Wahnvorstellungen heimgesucht. Seit diesem Ereignis heißt der Ort „Teufelsknopf“, „Teufelsknock“ oder „Teufelsknorz“.
Während des Dreißigjährigen Krieges zerstörten Tillys Truppen die Burg und töteten dabei alle Bewohner. Der Sage nach fürchtete das Burgfräulein Hilde um Ehre und Leben und stürzte sich vom Burgturm in den Tod. Allerdings konnte niemand glauben, dass die schöne Hilde nicht mehr am Leben sei, und es begann sich bald Geheimnisvolles um ihre Person zu ranken.
So soll sie im Inneren der Burgruine in einem Gewölbe weiterleben. Alljährlich zur Jahreswende springt um Mitternacht das Gewölbe auf und sie tritt heraus. Dabei trägt sie ein weißes Gewand und ebenso einen weißen Schleier vor ihrem Gesicht. In der rechten Hand trägt sie einen Krug. Mit demselben schreitet sie bis zum ersten Haus der nahen Ortschaft Eichelburg. Allerdings betritt sie den Ort nie. Im nahen Schöttleinsweiher füllt sie ihren Krug auf und verschwindet wieder in der Burgruine. Bevor sie das tut, betet sie am weißen Kreuz (einem Stein in Kreuzform) für das Seelenheil der unschuldig Ermordeten.